# فرنسيس إي. ريفز
فرنسيس إي. ريفز هو سياسي أمريكي، ولد في 14 يناير 1792 في مقاطعة برينس جورج في الولايات المتحدة، وتوفي في 26 ديسمبر 1861 في بطرسبرغ في الولايات المتحدة. نشط حزبياً في الحزب الديمقراطي. وقد انتخب عضو مجلس نواب الولايات المتحدة عن ولاية فرجينيا ‏ وانتخب عضو مجلس النواب الأمريكي ‏.